# Mash Out Posse (album)
Mash Out Posse je rockové remixové album hip-hopového hardcore dua M.O.P.. Album produkoval Bob Perry.

## Seznam skladeb
1. "Conquerors" (2:40)
2. "Ground Zero" (4:09)
3. "Put It in the Air" (3:21)
4. "Calm Down" (3:01)
5. "Stand Clear" (3:46)
6. "Fire" (4:59)
7. "Hilltop Flava (No Sleep 'Til Brooklyn)" (3:44)
8. "Stand Up" (4:55)
9. "Stress Y'All" (3:34)
10. "Raise Hell" (3:18)
11. "It's That Simple" (3:59)
12. "Get the Fuck Outta Here" (5:19)
13. "Ante Up/Robbin' Hoodz" (3:23)